# Giuseppe Greco (Mafioso, 1952)
Giuseppe „Scarpuzzedda“ Greco (* 4. Januar 1952 in Ciaculli; † September 1985 ebenda) war ein italienischer Mafioso, Auftragsmörder und hochrangiges Mitglied der Sizilianischen Mafia. Giuseppe wurde, wie auf Sizilien üblich, häufig auch „Pino“ genannt oder trug seinen bekannteren Spitznamen „Scarpuzzedda“ – der kleine Schuh. Sein Vater Nicola Greco führte eine Cosca an, die den Namen „scarpa“ trug. Giuseppe Greco gehörte zu den gefürchtetsten Killern der Kriminalgeschichte. Er entstammte dem Mafiaclan Greco aus Ciaculli und war ein entfernter Verwandter von Salvatore „Ciaschiteddu“ Greco, dem ersten Vorsitzenden der Sizilianischen Mafia-Kommission.

## Jugend in Ciaculli
Giuseppe Greco wurde 1952 in Ciaculli, einem kleinen und ländlich geprägten Vorort von Palermo, geboren. In der Gegend fand bereits in den Jahren 1946/47 eine blutige Mafiafehde zwischen den blutsverwandten Familien der Grecos aus Ciaculli und Croceverde-Giardini statt. In der Schule soll sich Giuseppe in den Sprachen Latein und Griechisch hervorgetan haben. Es ist nicht genau bekannt, wann er der Mafia beitrat, jedoch im Jahr 1979 saß er in der sizilianischen Mafia-Kommission, die von seinem Onkel Michele Greco, dem Boss von Ciaculli, regiert wurde.
Die Cosca von Ciaculli war eng mit den Corleonesi verbunden, insbesondere mit ihren Anführern Salvatore Riina und Bernardo Provenzano, die im Zweiten Mafiakrieg von 1981 bis 1983 durch die sogenannte „Mattanza“, die rigorose Anwendung von Gewalt und Ausschaltung aller Konkurrenten, die Führung der Sizilianischen Mafia eroberten. Schon früh führte er Auftragsmorde im Bereich Ciaculli-Croceverde-Giardini-Brancaccio aus. Darunter einen Mordanschlag auf Oberstleutnant Giuseppe Russo schon im Jahr 1977.

## Kriminelle Karriere
Während des Zweiten Mafiakrieges, der von den Corleonesi initiiert und maßgeblich durchgeführt wurde, führte Giuseppe Greco mit seiner bevorzugten Waffe, einem AK-47-Schnellfeuergewehr, Dutzende von Morden durch. Diese hoch effektive Art zu töten war in Mafiakreisen zu der Zeit noch relativ neu, setzte sich Anfang der 1980er Jahre jedoch zunehmend durch. In seiner Abwesenheit wurde „Scarpuzzedda“ wegen 58 Morden verurteilt, von denen die meisten in den Jahren 1981 bis 1983 begangen wurden. Die Dunkelziffer ist allerdings weitaus höher und liegt zwischen 80 und 300 Tötungen, die Greco für die Corleonesi durchgeführt hatte.
Zu seinen prominenten Opfern gehören die beiden Mafiosi Stefano Bontade, Salvatore Inzerillo, der Gewerkschaftsführer Pio La Torre und der General der italienischen Carabinieri Carlo Alberto Dalla Chiesa. Ihm wird ebenfalls die Ermordung von Inzerillos 15-jährigem Sohn Giuseppe zugerechnet, der geschworen hatte, seinen Vater an Riina zu rächen. Greco ließ den Jungen entführen, hackte ihm einen Arm ab und schoss ihm in den Kopf.
Anschließend wurde der Leichnam in Säure aufgelöst. Insgesamt wurden 21 Mitglieder der Inzerillo-Familie eliminiert. Greco soll dazu Folgendes gesagt haben: „Nicht ein Samen soll von ihnen übrig bleiben.“ Im Juli 1981 scheiterte der Versuch, den zukünftigen Pentito Salvatore Contorno zu überfallen und zu töten. Contorno gelang es, seinen Attentäter in die Brust zu schießen. Eine kugelsichere Weste rettete Grecos Leben.
„Scarpuzzedda“ arbeitete selten allein. Er gehörte der „Squadra della Morte“, einer „Todesschwadron“, an, die unter dem direkten Befehl von Totó Riina stand. Zu ihnen gehörte Mario Prestifilippo, Filippo Marchese, Vincenzo Puccio, Gianbattista Pullarà, Giuseppe Lucchese, Raffaele Ganci, Giuseppe Giacomo Gambino und „Nino“ Madonia. Sie alle wurden von der italienischen Polizei mit Haftbefehlen gesucht. Zwischen ihm und Filippo Marchese, dem Oberhaupt der Corso-dei-Mille-Familie bestand eine enge Verbindung.
Greco soll sich nach Aussage des Pentito Vincenzo Sinagra auch maßgeblich an Folterungen und Morden in der „Camera della Morte“ (Todeskammer), in einem verfallenen Gebäude des Palermitaner Stadtbezirks Sant‘Erasmo beteiligt haben. Auch hier wurden viele Getötete zerstückelt oder in Säure aufgelöst und die unzersetzten Überreste schließlich in die Bucht von Palermo geworfen.
Angeblich hätten er und der sadistisch veranlagte und heroinabhängige Filippo Marchese ihre Opfer eigenhändig mit der Garotte oder mit Stricken stranguliert, während Sinagra die Füße der Gequälten festhalten musste.
Im November 1982 erließ Riina einen Tötungsbefehl gegenüber Rosario Riccobono, Boss der Familie Partanna Mondello, einem Verbündeten der Corleonesi, nachdem er seiner überdrüssig geworden war. „Scarpuzzedda“ und seine „Squadra della Morte“ töteten am 30. November 1982, bei einem Festmahl, das auf Michele Grecos Anwesen Favarella stattfand, neun Gäste, inklusive Riccobono. Ihre Leichen wurden nie gefunden. Angeblich hatte man sie an Schweine verfüttert. Ende 1982, in der Endphase des Zweiten Mafiakrieges fiel sogar Filippo Marchese Riinas Willkür zum Opfer, da er seiner Meinung nach keinen Nutzen mehr für die Organisation hatte. Die Tat wurde ebenfalls von Greco persönlich ausgeführt.
Bis zu diesem Zeitpunkt galt „Scarpuzzedda“ als Unterboss der Ciaculli-Familie. Doch anstatt die Morde an seine Untergebenen weiter zu delegieren, führte er sie in den meisten Fällen persönlich aus. Einer der wenigen, die Grecos hocheffiziente Mordanschläge überlebten, war Salvatore Contorno.
Am 29. Juli 1983 brachte er in der Via Pipitone eine Autobombe an und ließ sie detonieren. Bei diesem Attentat kamen Generalstaatsanwalt Rocco Chinnici, der einen Haftbefehl gegen Michele Greco erlassen hatte, und drei weitere Personen ums Leben. Nur der Fahrer überlebte.

## Späte Jahre
„Scarpuzzedda“ verkörperte während des Zweiten Mafiakrieges eine neue Generation von Mafiosi, die bereit waren, sich mit Gewalt alles zu nehmen. Während sein Onkel Michele Greco häufig auf der Flucht war, wurde er als der wahre Anführer des Ciaculli-Clans angesehen. Unter den jungen Soldati dieser Generation genoss Giuseppe Greco sogar mehr Ansehen als die führenden Bosse der Corleonesi.
Riina wurde die Ciaculli-Familie zu mächtig und er plante bereits die Eliminierung seines besten Auftragsmörders „Scarpuzzedda“. Um seine Position zu schwächen, ordnete er am 18. Oktober 1984 das Massaker an der Piazza Scaffa (La Strage di Piazza Scaffa) im Mandamento Ciaculli an, bei dem acht Personen in einer Scheune mit Schrotflinten erschossen wurden. Greco wurde bewusst nicht informiert, um seine Führungskraft zu unterminieren.
Am 6. August 1985 beging Greco eines seiner letzten Verbrechen, bei dem sein Trupp den Polizeiermittler Antonino Cassarà vor den Augen seiner Ehefrau und seiner Tochter überfiel und erschoss. Dabei kam auch dessen Leibwächter ums Leben. Cassarà hatte zuvor einen Bericht veröffentlicht, der zur Verhaftung von 163 prominenten Mafiosi, darunter Giuseppe Greco, vielen Mitgliedern seiner „Squadra della Morte“ und Michele Greco, führte.

## Tod
Im September 1985 wurde Greco in seinem Haus von seinen ehemaligen Verbündeten Vincenzo Puccio und Giuseppe Lucchese ermordet, da er Riina zu mächtig geworden war. Die Mörder klingelten an seiner Tür und baten ihn um eine Tasse Kaffee. Als er seine Freunde hineinließ, eröffneten sie das Feuer auf den Ahnungslosen. Riinas Feldzug richtete sich danach verstärkt gegen den Ciaculli-Clan. Darunter fiel auch Mario Prestifilippo, ebenfalls ein Mitglied der „Todesschwadron“. Während des Maxi-Prozesses von 1986 bis 1987 wurde der verstorbene Giuseppe Greco pro forma zu einer lebenslangen Haftstrafe verurteilt, da das Gericht ihm 58 Mordfälle nachweisen konnte. Eines seiner Häuser in Bagheria musste später von Hausbesetzern geräumt werden.